# Santa Catarina, Querétaro
Santa Catarina är en ort i Mexiko.   Den ligger i kommunen Querétaro och delstaten Querétaro Arteaga, i den centrala delen av landet, 200 km nordväst om huvudstaden Mexico City. Santa Catarina ligger 1 981 meter över havet och antalet invånare är 1 607.
Terrängen runt Santa Catarina är kuperad söderut, men norrut är den platt. Runt Santa Catarina är det tätbefolkat, med 947 invånare per kvadratkilometer. Närmaste större samhälle är Santa Rosa Jauregui, 4,0 km söder om Santa Catarina. Omgivningarna runt Santa Catarina är en mosaik av jordbruksmark och naturlig växtlighet.